# Elidiano Marques Lima
Elidiano Marques Lima (Ibirité, 1982. március 14. –) brazil labdarúgó, a bolgár Oboriste középpályása.